# Gene Greytak
Gene Greytak (14 de novembro de 1925 - 28 de fevereiro de 2010) foi um cidadão norte-americano, corretor imobiliário aposentado, que fez uma carreira como ator personificando o Papa João Paulo II por causa de sua semelhança facial com o pontífice.
Casou-se, em 1947, com Dorothy, com quem ficou até sua morte, que ocorreu em 2010 devida às complicações de um câncer.